# Polynema pratensiphagum
Polynema pratensiphagum är en stekelart som beskrevs av Walley 1929. Polynema pratensiphagum ingår i släktet Polynema och familjen dvärgsteklar. Inga underarter finns listade i Catalogue of Life.